# Chutes Tahquamenon
Les chutes Tahquamenon ou chutes du Tahquamenon sont deux chutes d'eau différentes sur la rivière de Tahquamenon. Toutes les deux sont situées près du lac Supérieur dans la partie orientale de la péninsule supérieure de l'État américain de Michigan.
Les chutes supérieures ont plus de 60 mètres de largeur et un dénivelé d'approximativement 15 mètres. Au cours des dernières semaines de printemps, la rivière vidange au moins 200 000 litres d'eau par seconde, ce qui en fait la deuxième chute d'eau par son débit à l'est du fleuve du Mississippi, après les chutes du Niagara.
Les chutes inférieures, situées 6,5 kilomètres en aval, sont une série de cinq petites chutes cascadant autour d'une île qui peut être atteinte en petit bateau. Un sentier de randonnée existe entre les chutes le long de la rive. Les chutes sont dans le Parc d'État des Chutes de Tahquamenon (Tahquamenon Falls State Park), entre Newberry et Paradise. Elles sont une destination touristique populaire dans la péninsule supérieure pendant toute l'année.